# Armando Esteves Domingues
Armando Esteves Domingues (Oleiros, 10 de Março de 1957) é um bispo católico português, atual bispo de Angra.

## Sacerdócio
Armando Esteves, como é mais conhecido, nasceu a 10 de marco de 1957, na paróquia e freguesia de Oleiros, no distrito de Castelo Branco, numa família numerosa: é o oitavo de onze irmãos. 
Ordenado sacerdote a 3 de janeiro de 1982, na Sé Catedral de Viseu, depois de ter feito um ano de Estágio pastoral em Roma, numa comunidade com 7 seminaristas e um sacerdote, no Centro Mundial de Espiritualidade e Teologia do Movimento dos Focolares, D. Armando Esteves Domingues conta com formação em áreas como a pastoral juvenil, a espiritualidade e a pastoral familiar, com especial incidência na preparação de noivos para o matrimónio. 
Teve a seu cargo a responsabilidade de inúmeras paróquias. Numa das regiões por onde passou, como Pároco “in solidum” da Paróquia de S. Salvador e do Vicariato de Nossa Senhora do Viso, contribuiu para a constituição desta comunidade como paróquia e para a construção de novas estruturas, entre as quais um novo centro social e uma nova igreja. É o primeiro pároco da Paróquia de Nossa Senhora do Viso, a mais recente paróquia portuguesa. 
O seu currículo inclui também a colaboração com vários movimentos e organismos católicos, desde os Escuteiros aos Educadores Católicos (EMRC), Equipas de Nossa Senhora, passando pelos Cursilhos de Cristandade. Além do tempo de trabalho como professor no Seminário Maior de Viseu, onde ajudou a formar várias vocações sacerdotais, e um período de missão junto das Forças Armadas e de Segurança, como capelão da Força Aérea Portuguesa, o prelado foi diretor do jornal “Voz de Torredeita e Boaldeia”, uma das paróquias que serviu.
Entre o seu percurso pastoral sobressai, ainda, o seu empenho na área socio-caritativa, com a dinamização ao longo dos anos de várias iniciativas ligadas à inclusão social, ao combate ao desemprego, à recuperação de dependências e à habitação.
Em novembro de 2004 foi nomeado Ecónomo Diocesano de Viseu, até julho de 2015.

## Episcopado
Tornou-se Vigário-Geral da diocese de Viseu em 2015, quando em 2018 foi nomeado bispo auxiliar do Porto. A ordenação episcopal decorreu a 16 de Dezembro de 2018 na Sé de Viseu, tendo como bispo ordenante Dom António Luciano e como bispos coordenastes Dom Ilídio Leandro e Dom Manuel Linda. 
No dia 4 de novembro de 2022, o Papa Francisco nomeou D. Armando Esteves Domingues para suceder D. João Lavrador como bispo de Angra, tornando-se assim o 40º bispo de Angra. Tomou posse a 14 de janeiro de 2023, perante o Colégio de Consultores da Diocese, e efetuou a entrada solene a 15 de janeiro de 2023, na Sé de Angra do Heroísmo.